# Hendra Setiawan
Hendra Setiawan (n. 25 august 1984, Pemalang⁠(d), Jawa Tengah, Indonezia) este un jucător de badminton ce a reprezentat Indonezia, medaliat olimpic. A participat la 3 ediții ale Jocurilor Olimpice (2008, 2016, 2020) în care a câștigat o medalie de aur.